# Gare de Montélimar
Gare de Montélimar – stacja kolejowa w Montélimar, w departamencie Drôme, w regionie Owernia-Rodan-Alpy, we Francji. Znajduje się na linii Paryż-Marsylia.